# دونهوا
دونهوا (بالصينية: 敦化市) هي مدينة على مستوى مقاطعة، في الصين، تقع في يانبيان، وجيلين، بلغ عدد سكانها 483,811 نسمة وذلك حسب إحصائيات سنة 2010، تبلغ مساحتها 11,957 كيلومتر مربع، رمزها البريدي هو 133700.

## مدن توأم
المدن التوأم:
- Dongjak District [الإنجليزية]‏ (منذ 1968).

## التقسيمات الإدارية
- Dashitou [الإنجليزية]‏
- Daqiao Township, Jilin [الإنجليزية]‏.